# Ali Zorlu
Ali Zorlu (* 18. Februar 1990 in Giresun) ist ein türkischer Fußballspieler in Diensten von Gümüşhanespor.

## Karriere

### Vereinskarriere
Zorlu begann mit dem Vereinsfußball in der Jugend von İl Özel İdaresi G&S und wechselte 2006 in die Jugend von Giresunspor. Hier spielte er drei Spielzeiten lang ausschließlich für die Jugend- bzw. später für die Reservemannschaft. 2008 erhielt er einen Profivertrag und nahm an dem Vorbereitungscamp für die anstehende Saison teil. Die erste Spielzeit spielte er überwiegend für die Reservemannschaft. Er nahm aber regelmäßig am Training der Profis teil und kam auch zu sechs Spieleinsätzen. Sein Debüt machte er am 22. November 2009 im TFF-1.Lig-Spiel gegen Gaziantep Büyükşehir Belediyespor. Bis zum Saisonende kam er auf 15 Begegnungen. Die zweite Saison bei den Profis verlief ähnlich. Zur Saison 2011/12 wurde Giresunspor ein Transferverbot seitens des Fußballverbandes auferlegt, sodass man mit den vorhandenen Spielern die Saison überstehen musste. In dieser Konstellation erkämpfte sich Zorlu sofort einen Stammplatz und entwickelte sich über die Spielzeit zum Leistungsträger seiner Mannschaft. Mit seinen 32 Ligaspielen und vier Treffern hatte er Anteil daran, dass seine Mannschaft die Chance auf einen Klassenerhalt bis zum letzten Spieltag bewahrte.
Nachdem sein Vertrag mit Giresunspor zum Sommer 2012 ausgelaufen war, wechselte er ablösefrei zum neuen Erstligisten Elazığspor. Mit Elazığspor nahm er am Saisonvorbereitungscamp teil und wurde anschließend vom Trainerstab aussortiert. Ihm wurde eine Vertragsauflösung nahegelegt. Zorlu stimmte dem zu und verließ den Verein wieder.
Ende August wurde dann sein Wechsel zum Zweitligisten Adanaspor bekanntgegeben.
Zur Saison 2014/15 wechselte er zu Samsunspor. Nach einer Saison wurde er vom Drittligisten Gümüşhanespor verpflichtet.